# حب الخاصرة (أوبرا)
حب الخاصرة (بالفرنسية: L'Amour de loin) هي أوبرا من خمسة فصول من موسيقى كايا سارياهو ونصوص غنائية باللغة الفرنسية من تأليف أمين معلوف. عُرضَت الأوبرا لأول مرة عالميًا في 15 آب 2000 في مهرجان سالزبورغ [الإنجليزية].
كان سارياهو، التي تعيش في باريس منذ عام 1982، قد أصبحت على دراية في عام 1993 بقصيدة "الحياة القصيرة" التي كتبها أحد أوائل الشعراء العظماء في القرن الثاني عشر، جوفري روديل [الإنجليزية]. لم تكن تعتقد أنها قادرة على كتابة أوبرا حتى شاهدت عرض بيتر سيلارز [الإنجليزية] لأوبرا مسيان "القديس فرانسوا داسيس [الإنجليزية]" في مهرجان سالزبورغ عام 1992. فأخبرت نفسها "إذا كانت هذه أوبرا، إذن يمكنني أن أكتب واحدة".
تطورت فكرتها للأوبرا على مدى السنوات السبع أو الثماني التالية. قامت أولًا بتلحين قصيدة جوفري في لونه (1996) للآلات السوبرانو والإلكترونية.
إنّ الحساسيات والخلفيات الثقافية لكلٍّ من أمين معلوف، وهو الكاتب والصحفي اللبناني الفرنسي المقيم أيضًا في باريس، وكايا ساارياهو – وكلاهما منفيان باختيارهما – جمعتهما لتحويل "قصة تبدو بسيطة إلى حكاية معقدة تُروى ببساطة شديدة... ومع أنّ حبكة حب الخاصرة تتبع مسارًا مباشرًا، فإنّها تدور بقلق حول موضوعات أعمق – كالهوس والتفاني، الواقع والوهم، وحدة الفنان، والحاجة إلى الانتماء".
وبعد أن حصل على التزام مسبق من مدير مهرجان سالزبورغ جيرارد مورتييه [الإنجليزية] لتقديم الأوبرا، بدأ سارياهو في العمل على حب الخاصرة في عام 1999. وكانت أوركسترا SWR السيمفونية بادن-بادن-فرايبورغ [الإنجليزية]، وهي فرقة معروفة بتميزها في الموسيقى المعاصرة، على متن الطائرة أيضًا.
حصلت أغنية حب الخاصرة على جائزة غريمير لأفضل تأليف موسيقي [الإنجليزية] في عام 2003.

## روابط خارجية
- سانا إيتي، "كايجا سارياهو: التطور الأسلوبي والمبادئ الفنية" ، مجلة التحالف الدولي للنساء في الموسيقى ، 2001
- سانا إيتي، "L'Amour de loin: أوبرا Kaija Saariaho الأولى"، مجلة التحالف الدولي للنساء في الموسيقى ، 2002
- رونيت سيتر، " حب الذات لسارياهو: أول امرأة مؤلفة موسيقى في قرن من الزمان في دار الأوبرا متروبوليتان" في مجلة Musicology Now (مدونة الجمعية الأمريكية لعلم الموسيقى )، 15 يونيو 2016
- رونيت سيتر، "التقرب من سارياهو وحب الذات " في نيو ميوزيك بوكس، ٢ ديسمبر ٢٠١٦
- تفاصيل الإنتاج ، أوبرا متروبوليتان 2016